# 考諾斯
考诺斯（卡里亞語: Kbid; 吕基亚语: Khbide; 古希臘語: Καῦνος）是古代卡里亚和安纳托利亚的一座城市，位于現今土耳其穆拉省達里揚以西數公里。考诺斯還是土耳其的一个海港，它的历史应该可以追溯到公元前10世纪。